# Don't Forget Me
"Don't Forget Me" är en låt av Red Hot Chili Peppers från albumet By the Way, 2002. Låten spelas ofta när bandet uppträder live.